# Мала Іда
Мала Іда (словац. Malá Ida) — село в окрузі Кошиці-околиця Кошицького краю Словаччини. Площа села 10,19 км². Станом на 31 грудня 2016 року в селі проживало 1573 жителі.

## Історія
Перші згадки про село датуються 1247 роком.

## Населення
| Рік:            | 1994. | 2004.    | 2014.    | 2024.    |
| --------------- | ----- | -------- | -------- | -------- |
| Кількість осіб: | 831   | 1187     | 1477     | 2010     |
| Різниця:        |       | +42,83 % | +24,43 % | +36,08 % |

| Рік:            | 2023. | 2024.   |
| --------------- | ----- | ------- |
| Кількість осіб: | 1972  | 2010    |
| Різниця:        |       | +1,92 % |